# Bouchared
Bouchared è un comune dell'Algeria situato nella provincia di 'Ayn Defla.